# Atletica leggera agli XI Giochi panafricani - Salto in alto maschile
Il concorso del salto in alto maschile agli XI Giochi panafricani si è svolto il 17 settembre 2015 allo Stade Municipal de Kintélé di Brazzaville, nella Repubblica del Congo.
La gara è stata vinta dal botswano Kabelo Kgosiemang.

## Podio
| Oro     | Kabelo Kgosiemang Botswana   |
| Argento | Ali Mohd Younes Idriss Sudan |
| Bronzo  | Chris Moleya Sudafrica       |

## Programma
| Data              | Ora | Evento |
| ----------------- | --- | ------ |
| 17 settembre 2015 |     | Finale |

## Risultati

### Finale
| Class   | Atleta                 | Nazione        | 1.85 | 1.95 | 2.00 | 2.05 | 2.10 | 2.13 | 2.16 | 2.19 | 2.22 | 2.25 | 2.31 | Risultato | Note |
| ------- | ---------------------- | -------------- | ---- | ---- | ---- | ---- | ---- | ---- | ---- | ---- | ---- | ---- | ---- | --------- | ---- |
| Oro     | Kabelo Kgosiemang      | Botswana       | –    | –    | –    | o    | o    | o    | o    | o    | o    | o    | xxx  | 2.25      |      |
| Argento | Ali Mohd Younes Idriss | Sudan          | –    | –    | –    | –    | o    | –    | o    | xxo  | o    | xxx  |      | 2.22      |      |
| Bronzo  | Chris Moleya           | Sudafrica      | –    | –    | –    | o    | xo   | xo   | o    | xo   | xo   | xxx  |      | 2.22      |      |
| 4       | Mathew Kiplagat        | Kenya          | –    | –    | –    | o    | o    | o    | o    | xo   | xxx  |      |      | 2.19      |      |
| 5       | Raoul Matogno Bong     | Camerun        | –    | o    | o    | o    | o    | o    | xxx  |      |      |      |      | 2.13      |      |
| 6       | Mpho Links             | Sudafrica      | –    | –    | –    | o    | o    | xo   | xxx  |      |      |      |      | 2.13      |      |
| 7       | Abdoulaye Diarra       | Mali           | –    | –    | –    | o    | o    | –    | xxx  |      |      |      |      | 2.10      |      |
| 8       | Fernand Djoumessi      | Camerun        | –    | –    | –    | o    | xxo  | x–   | xx   |      |      |      |      | 2.10      |      |
| 9       | Gobe Takobona          | Botswana       | –    | –    | o    | o    | xxx  |      |      |      |      |      |      | 2.05      |      |
| 10      | Jude Sidonie           | Seychelles     | o    | o    | xo   | xxx  |      |      |      |      |      |      |      | 2.00      |      |
| 11      | Bekele Lemi            | Etiopia        | –    | o    | xxo  | xxx  |      |      |      |      |      |      |      | 2.00      |      |
| 12      | Daniel Nguembou        | Rep. del Congo | o    | o    | xxx  |      |      |      |      |      |      |      |      | 1.95      |      |
| 13      | Elijah Cheruiyot       | Kenya          | –    | xo   | xxx  |      |      |      |      |      |      |      |      | 1.95      |      |